# Michel Benoist
Michel Benoist (Dijón, 8 de octubre de 1715 - Pekín, 23 de octubre de 1774) fue un jesuita y científico francés, que estuvo al servicio del emperador chino Qianlong durante treinta años y es más conocido por el acueducto que diseñó para el emperador.
En China adoptó voluntariamente el nombre chino 蔣友仁 (Jiǎng Yǒurén, en pinyín).

## Educación
Michel Benoist nació en Dijón (o quizá en Autún). Hizo sus primeros estudios en Dijón, pero ―contra los deseos de su padre― entró en el noviciado de Saint Sulpice (París). Entró al noviciado jesuita en Nancy el 18 de marzo de 1737. 
Fue ordenado sacerdote en 1739, en Treves.
En París completó estudios sobre astronomía.
En 1744 (o 1745) partió hacia China como misionero.

## Obras
En la corte del emperador Qianlong, Michel Benoist trabajó en el diseño de los palacios de estilo occidental (Xi Yang Lou) en los terrenos de la Antiguo Palacio de Verano. En particular, diseñó varios grandes fuentes, incluyendo un "reloj de agua" en frente de la Sala de la Paz Nacional. Este reloj consistió en una base de la fuente rodeado por 12 estatuas que representan los animales del zodiaco chino, cada uno de los cuales estaba asociado con una de las 12 horas chinas mediante el sistema de ramas terrestres. Cada una de las estatuas sucesivamente podría arrojar agua durante el tiempo de la hora que representaba.
Michel Benoist también conocía mucho de astronomía y le mostró al emperador cómo utiliza un telescopio.
Además creó un gran mapa del mundo y un mapa del Imperio chino y de sus territorios vecinos. Instaló una imprenta que produjo impresiones de un conjunto de grabados en cobre que mostraban las batallas del emperador, que había recibido como regalo del rey  Louis XV de Francia.
Se le atribuyen varias obras literarias, incluyendo una traducción de Imitación de Cristo (de Tomás de Kempis, 1380-1471) al idioma chino.
Falleció de un ataque cerebral.